# Storm (série de films)
Pour les articles homonymes, voir Storm.
Storm (風暴, Feng bao, litt. « Tempête ») est une série de films policiers hongonkais produite par le studio Pegasus Motion Pictures (zh). Elle suit les enquêtes de William Luk (Louis Koo), inspecteur de la Commission indépendante contre la corruption, dans un Hong Kong labyrinthique et gangrené par la corruption.
Tous les films sont réalisés par David Lam et scénarisés par Wong Ho-wah.

## Série
| Titre international | Titre chinois    | Date de sortie à Hong Kong | Réalisateur | Box-office (en dollars US) | Signification de la lettre |
| ------------------- | ---------------- | -------------------------- | ----------- | -------------------------- | --- |
| Z Storm             | Z風暴 Z Feng bao | 19 juin 2014               | David Lam   | 17 230 000 $               | « Z Fund », le nom d'une conspiration de corruption.                                                                                                |
| S Storm             | S風暴 S Feng bao | 15 septembre 2016          | David Lam   | 30 381 402 $               | « Soccer » car le film porte sur des paris illégaux sur les matchs de football.                                                                     |
| L Storm             | L風暴 L Feng bao | 23 août 2018               | David Lam   | 64 517 456 $               | « Laundering » (blanchiment d'argent), mais aussi du nom de la section (« groupe L ») de la commission anti-corruption responsable de ces affaires. |
| P Storm             | P風暴 P Feng bao | 4 avril 2019               | David Lam   | 114 996 698 $              | « Prison » car l'histoire se déroule en milieu carcéral.                                                                                            |
| G Storm             | G風暴 G Feng bao | 31 décembre 2021           | David Lam   | 105 100 000 $              | « Groupe G » pour les départements de renseignement et de recherche de l’ICAC et G4 de la police de Hong Kong.                                      |